# Мате косідо

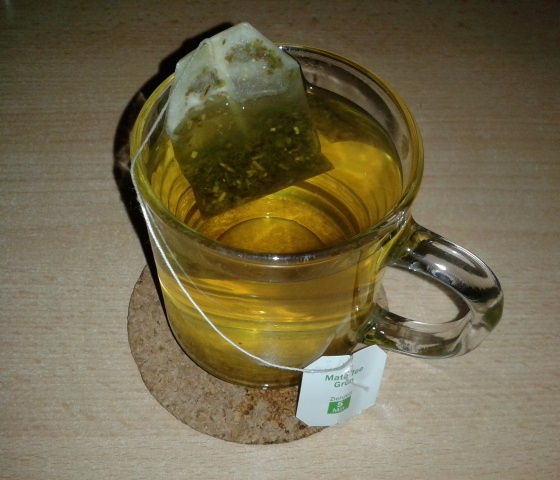
Мате косідо (подане як чай)

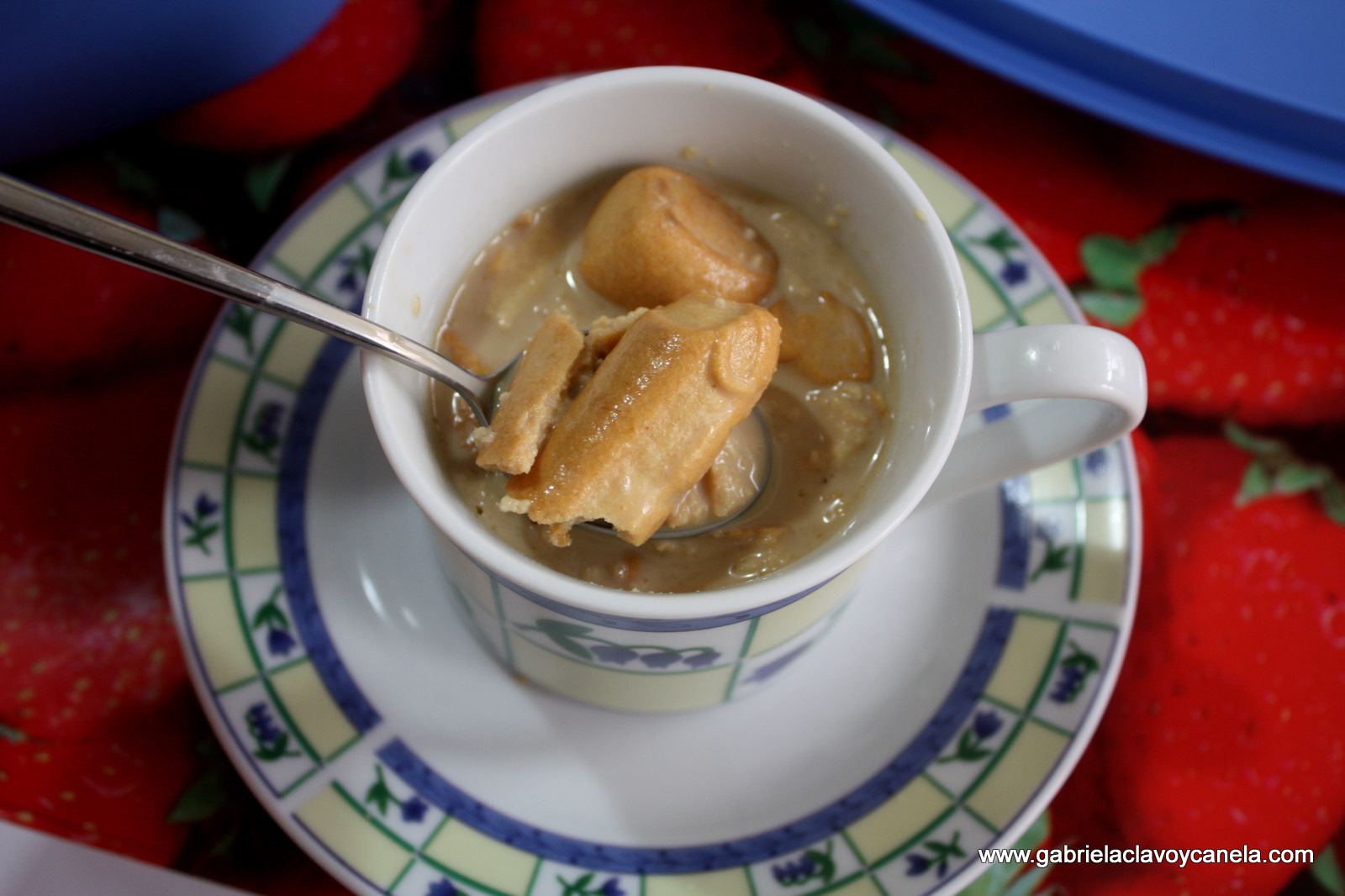
Мате косідо з печивом роскіта (rosquita)

Мате косідо (ісп. mate cocido) — настій, типовий для кухні Південного конуса (в основному його споживають у Південній Бразилії, болівійському Чако, Аргентині, Парагваї та Уругваї). Традиційно готується шляхом кип'ятіння єрба-мате у воді. Цей напій має гіркий смак, однак м'якший за мате. Обидва напої мають однакові стимулюючі та поживні властивості.
Мате косідо, як і власне мате, поширений також і на Близькому Сході (Сирія, Ліван).

## Історія

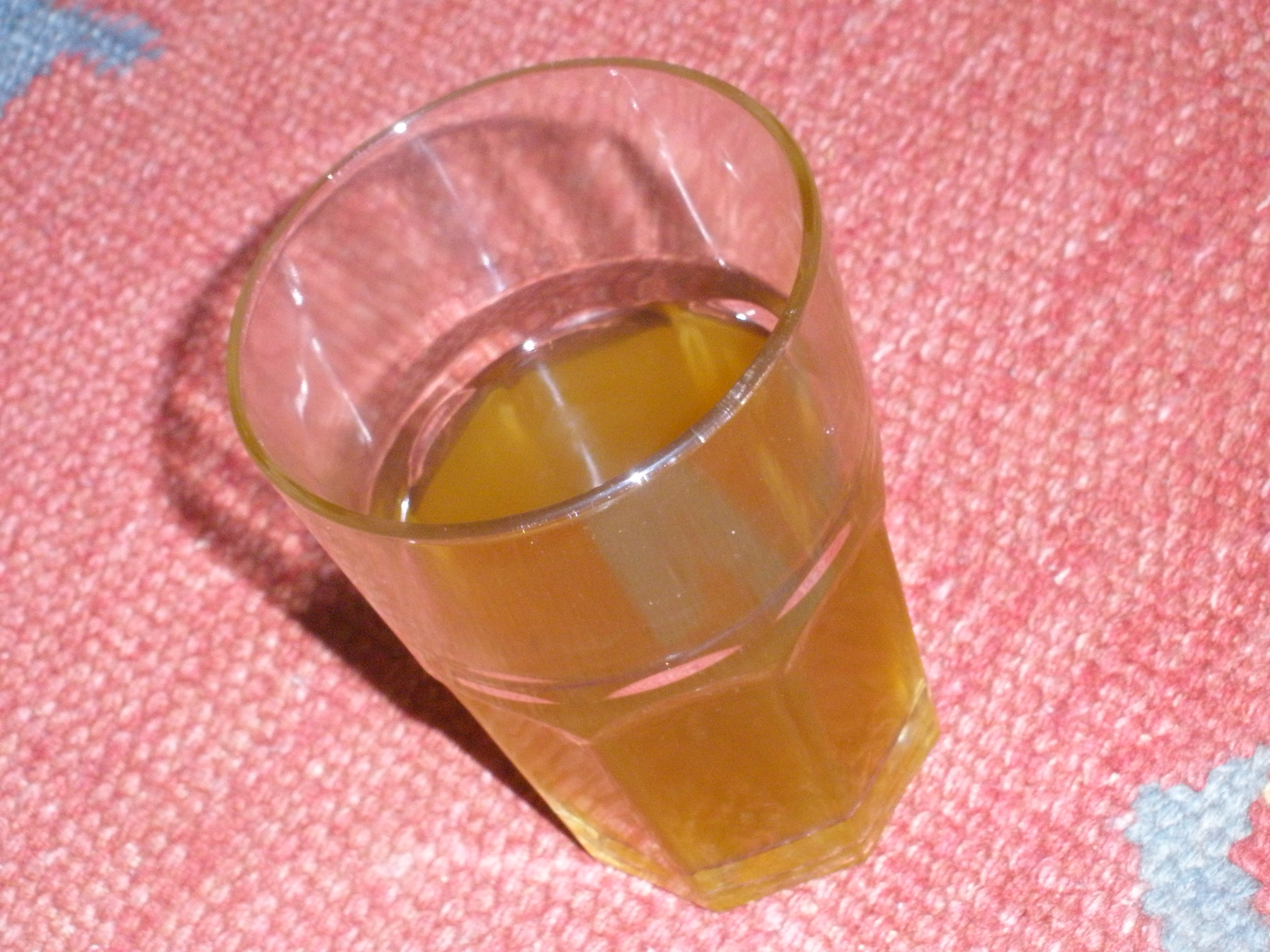
Холодне мате косідо подібне до холодного чаю

Єзуїти на нинішніх територіях півдня Бразилії та Парагваю, а також аргентинських провінціях Місіонес і Коррієнтес вдосконалили техніку вирощування єрби-мате у перші десятиліття 17 століття. Єрба-мате стала популярною в Південній Америці не лише серед місцевого населення, а й серед європейських поселенців. Однак, вона не набула популярності подібно до чаю чи кави у Європі.
Напій, що готувався єзуїтами, отримав назву «чай єзуїтів». На сьогодні він трансформувався в мате косідо. Це популярний напій особливо з огляду на його низьку ціну порівняно з чаєм або кавою. Його популярність зростає, наприклад, в Аргентині споживання мате косідо зросло протягом на 50% протягом 2006–2016 років, і 60% аргентинців віком від 18 років регулярно його споживають.

## Різновиди та приготування
- Якщо мате косідо готується з меленого листя єрба-мате, то використовується одна столова ложка листя на одну чашку. Вода нагрівається, коли вона закипає, вогонь зменшується, і додається єрба-мате, вогонь збільшується, поки напій не «підніметься». Його знімають з вогню і залишають на кілька хвилин, щоб він настоявся, перед подачею проціджують. Цукор та молоко додаються згідно зі смаком[7] .

- Приготування мате косідо в чайних пакетиках таке ж як і звичайного чаю —  пакетик заливається гарячею водею і настоюється декілька хвилин[7].

- Мате косідо також виробляється у розчинній формі[8].

- Спалений косідо чи чорний косідо (ісп. cocido quemado, cocido negro) поширений в Парагваї та на північному сході Аргентини. Для нього єрбу-мате та цукор «спалюють», додаючи до них гаряче вугілля, або підсмажують у посудині над вогнем. Потім додається гаряча вода[9][10].
- Мате косідо з молока (ісп. mate cocido con leche) готується подібно до мате косідо, з тією різницею, що молоко використовується замість води[11] .
- Крижаний мате косідо (ісп. mate cocido helado) отримують охолодженням мате косідо спочатку при кімнатній температурі, а потім в холодильнику чи додаванням кубиків льоду[11].
- Існує також ароматизована версія напою. Як ароматизатори використовують лимон, персик, ваніль, апельсин чи мандарин.